# 浅乃晴美
浅乃晴美（日語：浅乃ハルミ、あさの はるみ，1986年4月6日—），日本的AV女優。出身於日本愛知县。属于T-POWERS事务所。兴趣是料理，专长是乒乓球。在演出作品中經常以童顏巨乳的形象作為主要的風格。

## 略歴
2009年4月在美公司发行AV出道作品「NEW ARRIVAL」，並開設官方網誌「小さなハルミつけた」。

## 出演

### AV作品
2009年
- NEW ARRIVAL　（4月25日、美）
- 極上ボディFUCK!　（5月25日、美）
- 巨乳ナースのごっくん診断　（6月25日、美）
- 巨乳の女教師は犯される。　（7月25日、美）

## 外部連結
- 浅乃晴美的X（前Twitter）
- 浅乃晴美官方網誌
- 美 女優一覧 > 浅乃晴美